# Convento di San Pietro e San Giacomo
Il convento di San Pietro a Maiella e San Giacomo sorge in via San Massimo nel centro storico alto della città di Salerno.
Fa parte del complesso degli Edifici Mondo.

## La storia
Il convento fu fondato nel 1332 da Carlo, duca di Calabria, per ospitare l'ordine dei celestini. Ancora incompleto, il monastero subì diversi attacchi da predoni e pirati, al punto da portare i monaci sul punto di abbandonarlo. Nel 1620 viene restaurato ed arricchito di rendite dall'abate del tempo, Giacomo Urso di Napoli. Il convento viene soppresso nel 1807 per decreto napoleonico e trasformato in ospedale poi essere annesso al carcere maschile, sempre con funzione ospedaliera.. A causa della conversione in carcere la struttura fu completamente stravolta; alterato lo storico edificio conventuale e quasi del tutto distrutta la chiesa, sopravvissero solo alcuni corridoi ed ampie camere con coperture a volta a crociare, a botte, a vela e lunettate.
Attualmente (2017) il convento, in stato di abbandono, è in attesa di ristrutturazione sebbene nel 1997 fu indetto un concorso per il suo recupero.

### La struttura
L'edificio è composto da diversi corpi di fabbrica rettangolari a quattro piani sfalsati tra di loro; le strutture verticali sono di tufo e pietra calcarea. Il tetto è caratterizzato da tegole piane e coppi ed in alcune parti da terrazzi con cotto e granigliato. Le scale interne ed esterne hanno gradini in basalto e lava mentre la pavimentazione interna è in granigliati. Le decorazioni esterne sono costituite da fasce di travertino intorno ai finestroni e cornicioni in stucco alle gronde dei tetti; Decorazioni interne con fasce multiple sulle volte a crociera più antiche.